# Lukas Hilbert
Lukas Loules (Hilbert) (* 23 de diciembre de 1972 en Hamburgo) es un compositor, letrista, productor musical y cantante alemán.

## Discografía

### Álbumes
- 1984 - The Future - Isabell Pubertät & Ich bin wie ich bin!
- 1988 - Hauden & Lukas - Kopfhörer
- 1991 - Lukas - Lukas
- 1993 - Lukas - Simsalabim
- 1997 - Roh - Wie krieg ich die Zeit bis zu meiner Beerdigung noch rum
- 1998 - Roh - Was viele nicht zu singen wagten
- 1999 - Roh - Rohmantisch
- 2005 - Lukas Hilbert - Der König bin ich

### Singles
- 1992 - Lukas - S.O.S.
- 1992 - Lukas - Astronauten
- 1993 - Lukas - Schenk mir dein Herz
- 1993 - Lukas - Gameboy
- 1996 - ROH - Ich möchte nicht mehr mit der KF verwechselt werden
- 1997 - ROH - Onanie ist voll in Ordnung, egal wie alt du bist
- 1999 - ROH - Ich liebe dich
- 2000 - ROH - Du brennst immer noch in mir
- 2000 - Peter Maffay feat. Roh - Rette mich
- 2003 - Oli P. feat. Lukas - Alles ändert sich
- 2003 - Oli P. feat. Lukas - Neugeboren
- 2004 - Lukas Hilbert - Was ich an dir mag
- 2004 - Lukas Hilbert - Weihnachten wär geiler, wär der Weihnachtsmann 'ne Frau
- 2005 - Lukas & Tryna Hilbert - Kommt meine Liebe nicht bei dir an
- 2005 - Lukas Hilbert - Stell dir vor
- 2005 - Lukas Hilbert - Du bist ich (Titelsong zur ProSieben-Sendung „Freunde“)
- 2006 - Lukas & Tryna Hilbert - Ganze Welt

### Producción
- 1991 - Udo Lindenberg - Álbum Ich will Dich haben
- 1994 - Fabian Harloff - Liebe pur
- 1996 - Fabian Harloff - I Follow You
- 1997 - Blümchen - Heut ist mein Tag
- 1997 - Blümchen - Schmetterlinge
- 1997 - Blümchen - Achterbahn
- 2003 - Dogma - In den Himmel fallen
- 2003 - Die Prinzen - "Monarchie in Germany"
- 2004 - Nu Pagadi - Sweetest Poison
- 2004 - Big Brother Allstars - Unser Haus
- 2004 - Dschungel Allstars - Ich bin ein Star - holt mich hier raus!
- 2004 - Oli P. - Unsterblich
- 2006 - U 96 feat. Ben - Vorbei
- 2006 - U 96 feat. Das Bo feat. Tryna - Put on the red light

### Texto
- 1991 - Udo Lindenberg - Álbum Ich will Dich haben
- 1994 - Fabian Harloff - Liebe pur
- 1995 - Die Prinzen - Du mußt ein Schwein sein
- 1996 - Blümchen - Boomerang
- 1996 - Fabian Harloff - I Follow You
- 2003 - Yvonne Catterfeld - Für Dich
- 2004 - Nu Pagadi - Sweetest Poison
- 2004 - Big Brother Allstars - Unser Haus
- 2004 - Dschungel Allstars - Ich bin ein Star - holt mich hier raus!
- 2004 - Oli P. - Unsterblich
- 2006 - U 96 feat. Ben - Vorbei
- 2006 - Yvonne Catterfeld - Erinner mich Dich zu vergessen
- 2007 - Ben & Kate Hall - Bedingungslos
- 2007 - Lisa Bund - Learn to love You
- 2007 - Basta - Deutsche
- 2008 - Christina Stürmer - Träume leben ewig
- 2008 - alex c. feat y-ass - Du bist so Porno
- 2008 - Ben & Kate Hall - 2 Herzen